# Puente La Reina
Puente La Reina település Spanyolországban, Navarra autonóm közösségben. Puente La Reina Mañeru, Artazu, Guirguillano, Mendigorria, Obanos, Legarda, Belascoáin, Zabalza-Zabaltza és Cizur községekkel határos. Lakosainak száma 2930 fő (2024).

## Népesség
A település népessége az elmúlt években az alábbi módon változott:
| Lakosok száma | 2345 | 2546 | 2630 | 2841 | 2877 | 2812 | 2807 | 2840 | 2920 | 2930 |
|               | 2001 | 2004 | 2006 | 2009 | 2011 | 2014 | 2016 | 2019 | 2021 | 2024 |